# Dobřany
Dobřany este o arie protejată (arie specială de conservare — SAC, sit de importanță comunitară — SCI) din Republica Cehă întinsă pe o suprafață de 28,84 ha, integral pe uscat.

## Localizare
Centrul sitului Dobřany este situat la coordonatele 49°39′38″N 13°18′54″E / 49.660556°N 13.315°E.

## Înființare
Situl Dobřany a fost declarat sit de importanță comunitară în mai 2016 pentru a proteja 1 specie de animale. Situl a fost protejat și ca arie specială de conservare în septembrie 2018.

## Biodiversitate
Situată în ecoregiunea continentală, aria protejată nu include niciun habitat protejat.
La baza desemnării sitului se află o specie protejată de  amfibieni: izvoraș-cu-burta-galbenă (Bombina variegata).